# ديفيد برادفورد (محامي)
ديفيد برادفورد (بالإنجليزية: David Bradford)‏ هو محامي أمريكي، ولد في 1760، وتوفي في 1808.